# 24198 Сяоменцзен
24198 Сяоменцзен (24198 Xiaomengzeng) — астероїд головного поясу, відкритий 6 грудня 1999 року.
Тіссеранів параметр щодо Юпітера — 3,345.
Названо на честь призера конкурсу Intel Science Talent Search Цзен Сяомена (кит.: 曾暁濛).